# Colocleora chresima
Colocleora chresima är en fjärilsart som beskrevs av Louis Beethoven Prout 1938. Colocleora chresima ingår i släktet Colocleora och familjen mätare. Inga underarter finns listade i Catalogue of Life.